# Navacerrada
Navacerrada é um município da Espanha na província e comunidade autónoma de Madrid, de área 27,28 km² com população de 2309 habitantes (2004) e densidade populacional de 84,64 hab/km².

## Demografia
| Variação demográfica do município entre 1991 e 2004 | Variação demográfica do município entre 1991 e 2004 | Variação demográfica do município entre 1991 e 2004 | Variação demográfica do município entre 1991 e 2004 |
| --------------------------------------------------- | --------------------------------------------------- | --------------------------------------------------- | --------------------------------------------------- |
| 1991                                                | 1996                                                | 2001                                                | 2004                                                |
| 1588                                                | 1778                                                | 1953                                                | 2309                                                |